# Gespag
Die gespag, ehemals mit vollem Namen Oö. Gesundheits- und Spitals-AG, war Betreiber der oberösterreichischen Landeskrankenhäuser und mit einem Marktanteil von etwa 29 % der größte oberösterreichische Krankenhausträger. Das Unternehmen hatte seinen Sitz in Linz und betrieb 6 Krankenhäuser an 8 Standorten. Eigentümer war das Land Oberösterreich über die Oö. Landesholding GmbH.
Am 1. Oktober 2018 wurde die OÖ. Gesundheits- und Spitals-AG zur Oberösterreichische Gesundheitsholding GmbH umgegründet. Der Markenname gespag wurde bis zum Markenrelaunch weitergeführt und Mitte 2019 durch OÖG abgelöst.
Die Unternehmensgruppe nahm ihr Geschäft am 1. Jänner 2002 auf. Sie beschäftigte 2017 7.287 Mitarbeiter, davon 1.076 Ärzte und sonstiges akademisches Personal. Der Umsatz betrug 2017 549,95 Millionen Euro. Im Jahr 2017 wurden gesamt 1.129.221 ambulante Behandlungen durchgeführt. 141.863 Patienten wurden stationär aufgenommen, es fielen 641.690 Belagstage gesamt an.

## Krankenhäuser
- Landeskrankenhaus Freistadt
- Landeskrankenhaus Kirchdorf
- Landeskrankenhaus Rohrbach
- Landeskrankenhaus Schärding
- Landeskrankenhaus Steyr

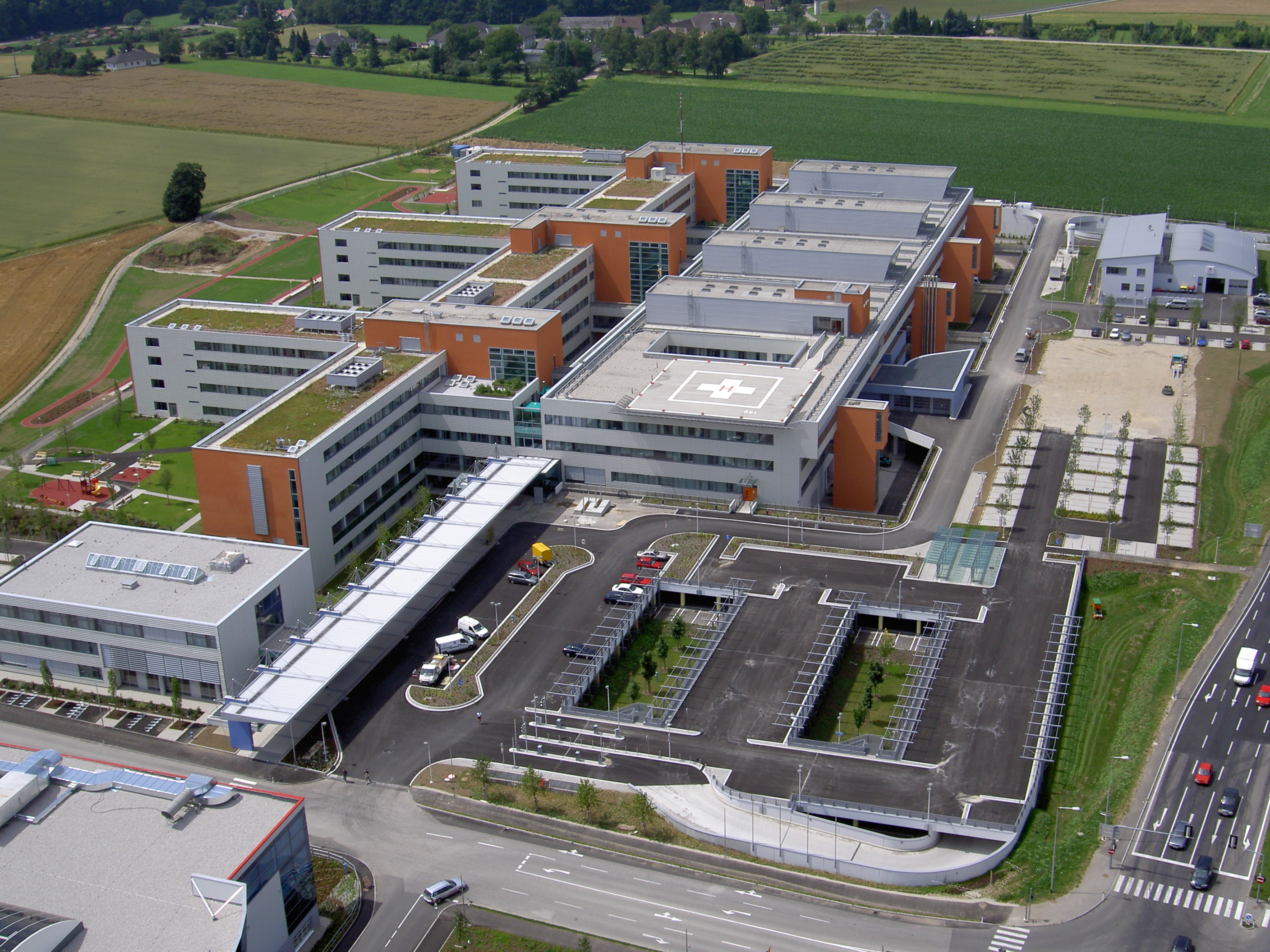
Das in den Jahren 1999 bis 2003/4 am neuen Standort Schöndorfer Plateau errichtete Landeskrankenhaus in Vöcklabruck

- Salzkammergut Klinikum mit den Standorten Vöcklabruck, Gmunden und Bad Ischl

Im Oktober 2018 beschloss der Aufsichtsrat der Landes-Spitalsholding Gespag die Krankenhäuser Steyr und Kirchdorf mit 1. Jänner 2020 zum Pyhrn-Eisenwurzen Klinikum mit zwei Standorten zu verschmelzen.

## Beteiligungen
- OÖ. Landespflege und Betreuungszentren GmbH (100 %) mit den Standorten Schloss Cumberland, Schloss Gschwendt, Schloss Haus und Christkindl
- FH Gesundheitsberufe OÖ GmbH (52,5 %)
- Neurologisches Therapiezentrum Gmundnerberg (40 %)
- Kinder-Reha Rohrbach-Berg GmbH (35 %)
- Rehaklinik Enns GmbH (33 %)